# José de Assis Mascarenhas
Dom José de Assis Mascarenhas (Goiás no ano de 1805 — Rio de Janeiro, 5 de outubro de 1868) foi um magistrado e político brasileiro. Governou a província de Goiás entre 1839 e 1842. Como magistrado, atingiu o mais alto posto da classe no Brasil Império, o de ministro do Supremo Tribunal de Justiça.

## Biografia
Nasceu na atual cidade de Goiás Velho, antiga capital da capitania homônima, filho de Joana Bernardina do Nascimento Reis e de D. Francisco de Assis Mascarenhas, o então governador e capitão-geral. Eram, portanto, seus irmãos D. Manuel e D. Luís de Assis Mascarenhas, que também se destacaram na política e na magistratura.
Em 1822, matriculou-se na Faculdade de Leis da Universidade de Coimbra, onde fez o respectivo curso, recebendo o grau de bacharel in utroque jure seis anos depois. De volta ao Brasil, foi nomeado secretário do recém-inaugurado Supremo Tribunal de Justiça, sendo o primeiro a assumir tal cargo, em decreto de 19 de outubro de 1828.
Por decreto de 9 de setembro de 1831, foi nomeado ouvidor da comarca de Goiás, tomando posse do cargo em 25 de abril do ano seguinte, continuando como juiz de direito, denominação que depois foi dada aos antigos ouvidores, por nomeação do presidente da província, José Rodrigues Jardim, em 24 de setembro de 1835.
Em 1838, iniciou sua carreira política ao ser eleito deputado por Goiás à Câmara dos Deputados. No ano seguinte, foi nomeado presidente da mesma província, em substituição a Luís Gonzaga de Camargo Fleury, sendo empossado em 4 de setembro. Foi reconduzido ao mesmo cargo diversas vezes continuamente, até 1845, quando foi substituído por Joaquim Inácio Ramalho. Em julho de 1844, tornara-se desembargador da Relação do Maranhão e, em 9 de setembro de 1846, foi transferido para a Relação da Corte.
Em 18 de julho de 1841, fora agraciado com a comenda da Imperial Ordem de Cristo.
Foi nomeado Ministro Adjunto do Conselho Supremo Militar, em 17 de maio de 1848. De 1850 a 1852, assumiu aquele que seria seu último mandato como deputado geral, dedicando-se, a partir de então, exclusivamente à magistratura. Por decreto de 28 de fevereiro de 1866, foi nomeado Ministro do Supremo Tribunal de Justiça, preenchendo a vaga aberta com a aposentadoria de Antônio Inácio de Azevedo. Em 9 de março seguinte, foi agraciado com o título de Conselheiro. D. José, no entanto, veio a falecer apenas dois anos depois, aos 63 anos. Sua vaga foi então ocupada por Francisco Maria de Freitas e Albuquerque.
Foi casado com D. Adelaide Duque Estrada Meyer, falecida em 1905, com quem não teve filhos. No entanto, reconheceu duas filhas legítimas, uma das quais, Ana Bárbara Correia de Araújo, foi esposa do Dr. D. Nuno Eugênio Lóssio e Seiblitz
. Os restos mortais de D. José foram sepultados no Cemitério de São Francisco de Paula, no Catumbi, Rio de Janeiro.